# Lübener Kodex

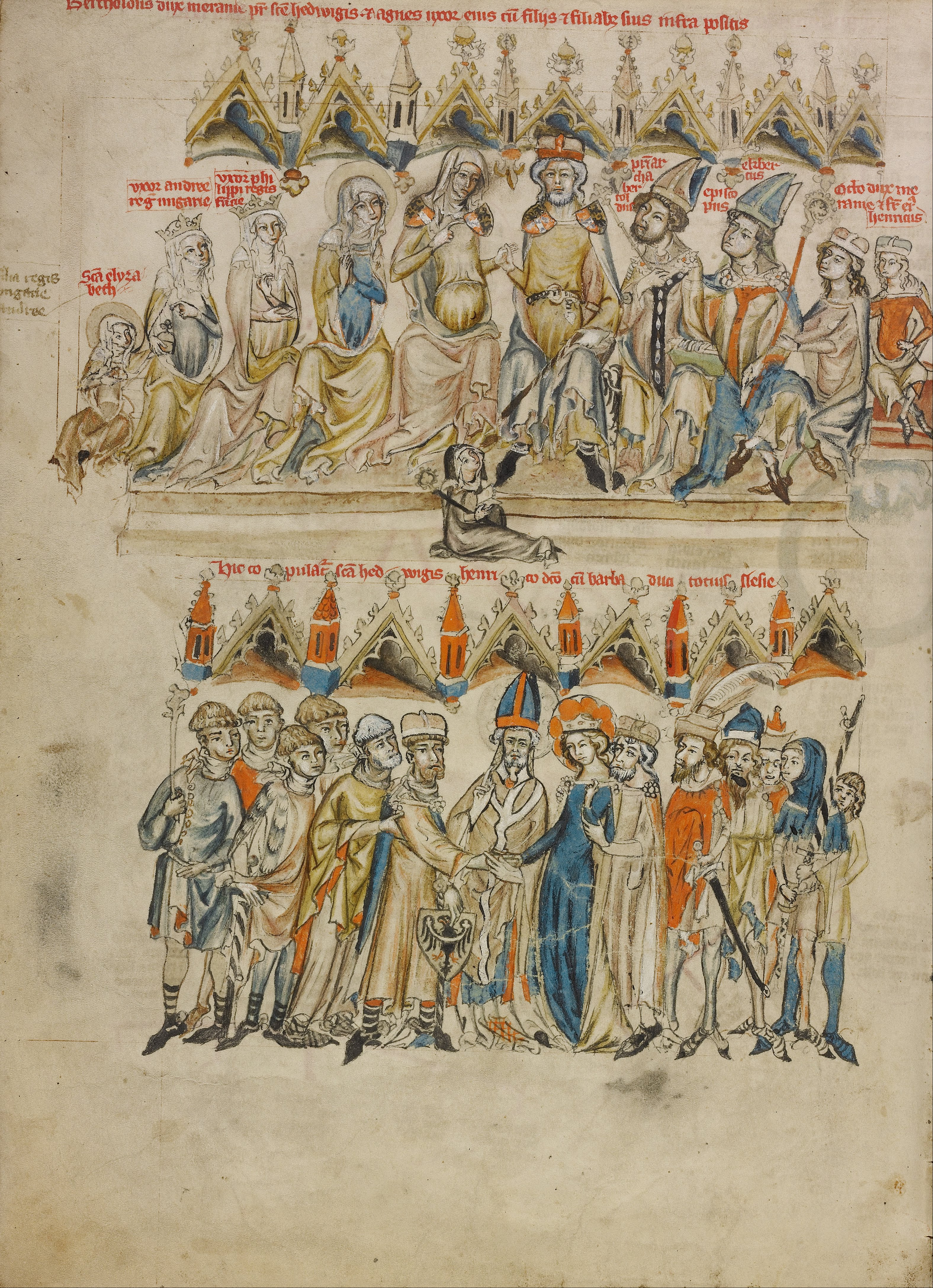
Familie Bertholds VI, Hochzeit Hedwigs und Heinrichs

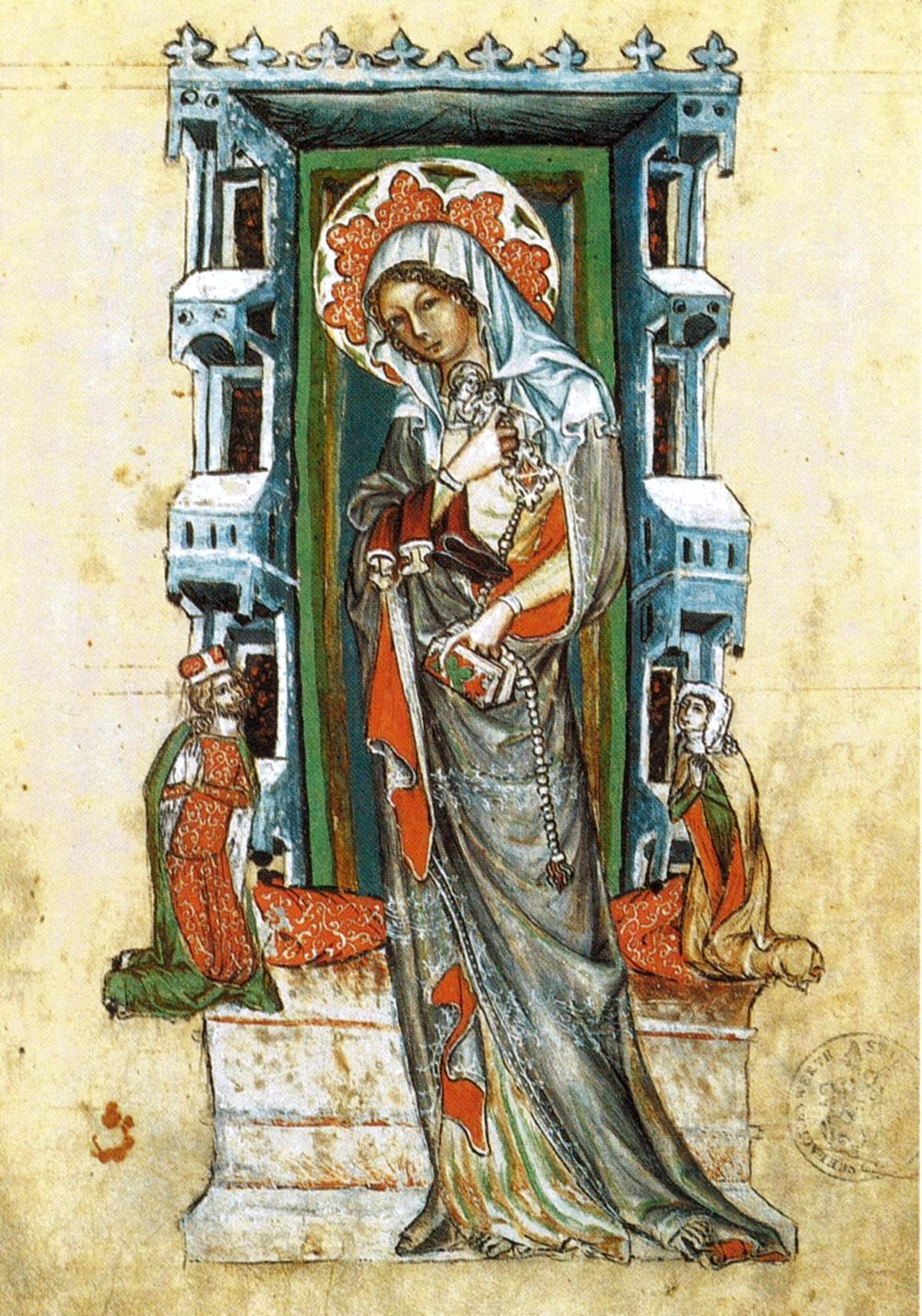
Miniatur der Hedwig im Schlackenwerther Codex

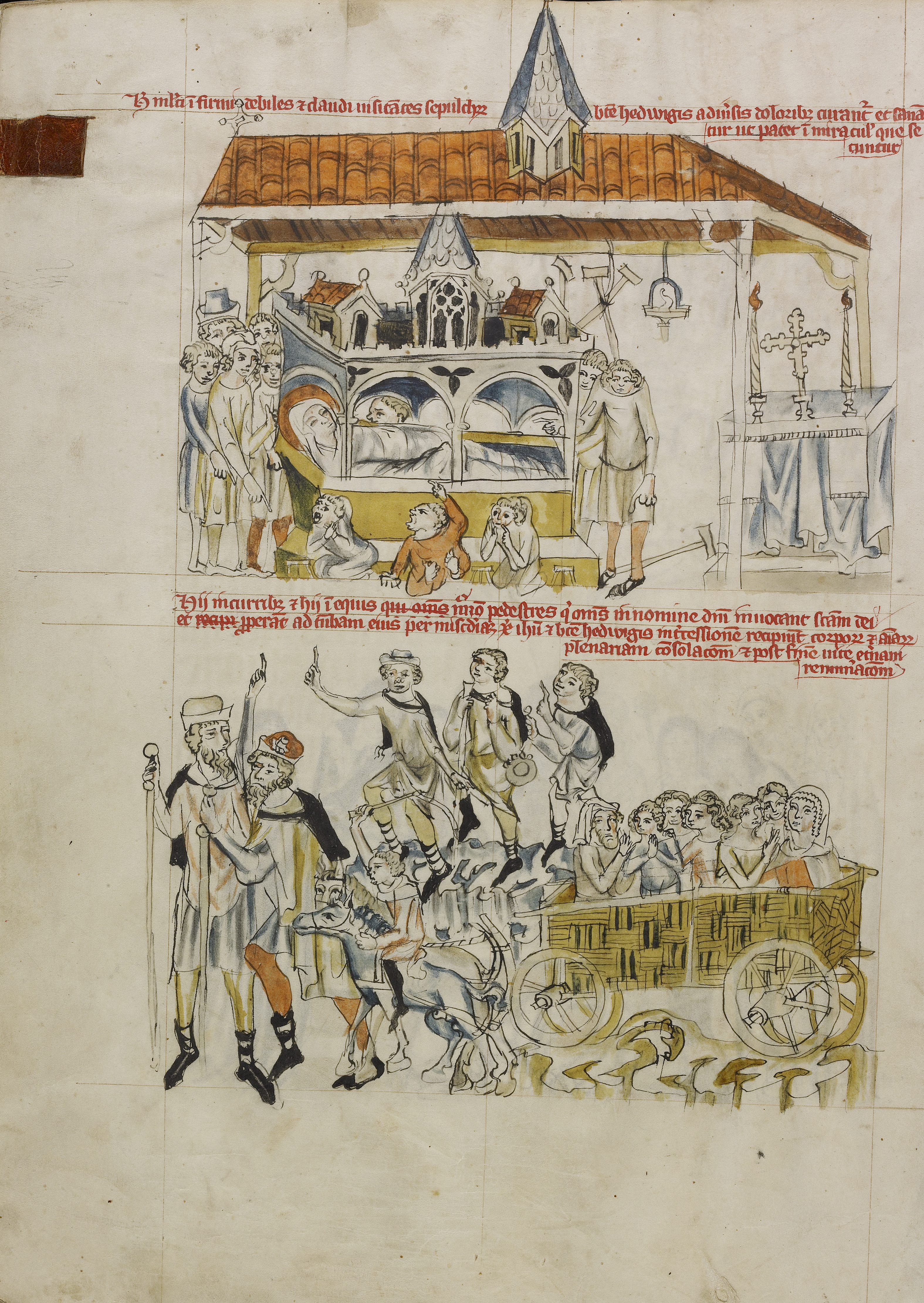
Die Kranken, die Leprösen und die Lahmen beten am Totenbett Hedwigs; Menschen pilgern zu Hedwigs Grab

Der Lübener Kodex (früher Schlackenwerther Kodex) ist eine bebilderte Vita der heiligen Hedwig von Andechs. Die Bilderhandschrift wurde im Jahr 1353 von dem schlesischen Herzog Ludwig I. von Liegnitz und Brieg († 1398) in Auftrag gegeben. Hedwig war seine wohlhabende adlige Vorfahrin, die ein frommes Leben am schlesischen Hof geführt hatte und im Jahr 1267 heiliggesprochen wurde. Er war der größte Förderer ihrer Verehrung. Die Handschrift illustriert in Miniaturen und erzählt in lateinischer Sprache das Leben und Wirken der heiligen Hedwig (latein Vita beatae Hedwigis). Als Schöpfer der Illustrationen wird Nicolaus Pruzie aus „Lubyn“ (Lubin) angesehen, da er es selbst in den Kodex schrieb.

## Geschichte
Das Manuskript ist die früheste erhaltene Kopie von Hedwigs Biographien. Nach dem Tod des Herzogs wurde seinem Wunsch entsprechend die Handschrift in den Heiligenschrein der heiligen Hedwig in Brieg übergeben, wo sie als Reliquie der Heiligen selbst galt. Im Laufe der Jahrhunderte wechselte sie vielfach den Besitzer, 1876–1910 gelangte sie in die Stadtbibliothek von Schlackenwerth, kam 1938 nach Enteignung in die Österreichische Nationalbibliothek, dann nach Kanada und zuletzt in die USA. Der Codex befindet sich (Stand 2022) im J. Paul Getty Museum in Los Angeles (als Ms. Ludwig XI 7).

## Beschreibung
Der illuminierte Prachtcodex wurde im Jahr 1353 von Nycolaus Pruzie angefertigt und diente später als Vorlage für weitere schlesische Hedwigsillustrationen, wie den sogenannten Hornig-Kodex. Nach dem Herkunftsort des Kalligrafen Nycolaus Pruzie (aus Preußen) wird er Lübener Kodex genannt (polnisch Kodeks lubiński), der Künstler schrieb von sich selbst „foris civitatem Lubyn“ (im Südosten von Lüben). Der ältere Name kommt von der Stadt Schlackenwerth (heute Ostrov). Ludwig I. wollte vermutlich eine Kompilation aller bekannten Quellen über die Heilige erstellen lassen, denn nachdem Pruzie seine Arbeit abgeschlossen hatte, ließ der Herzog den Kodex durch weitere Texte ergänzen.
Das Buch stellt in einer Abfolge von Bildern mit Texten die Lebens- und Leidensgeschichte der Hedwig dar. Die Handschrift hat eine Größe von 34,1 × 24,8 cm. Von den 202 Pergamentblättern in folio sind nur vier nicht beschrieben oder bemalt. Der Stifter Ludwig I. ließ sich in persona auf Blatt 12 abbilden zu Füßen in Anbetung der heiligen Urahnin, zusammen mit seiner Ehefrau. Der Kodex ist mit 65 Miniaturen illustriert, zwei davon stellen Phasen der Liegnitzer Schlacht dar, eine dritte zeigt die Szene der Belagerung der Liegnitzer Burg. Die Illustrationen sind zart entworfen, mit leicht ausgetuschten Innenflächen, perspektivisch meist falsch dargestellt. Die Figuren sind wenig kraftvoll. Da der Lübener (Schlackenwerther) Kodex die bis dahin umfangreichste Materialsammlung zum Leben der schlesischen Herzogin aufwies, ist anzunehmen, dass Nikolaus Pruzie mehrere Texte zur Verfügung standen.